# Petraq Xhillari
Petraq Xhillari (czyt. Petrać Dżillari, ur. 11 czerwca 1943 w Përmecie, zm. 27 grudnia 2014 w Tiranie) – albański aktor i reżyser. 

## Życiorys
W 1969 ukończył naukę w stołecznym liceum artystycznym Jordan Misja w klasie rysunku, a w 1971 studia w szkole aktorskiej im. Aleksandra Moisiu. W tym samym roku rozpoczął pracę w Teatrze Ludowym (alb. Teatri Popullor). na tej scenie występował do 1993 i zagrał ponad 50 ról. 8 maja 1995 otworzył w Tiranie pierwszy w Albanii prywatny teatr Kafe Teatër 1 (na 60 miejsc), w którym wystawił cztery sztuki sceniczne, zanim teatr upadł z powodów finansowych.
Na dużym ekranie zadebiutował w 1976 rolą Malui w filmie Zonja nga qyteti. Zagrał potem jeszcze w 12 filmach fabularnych.

## Role filmowe
- 1976: Zonja nga qyteti jako Malua
- 1977: Njeriu me top jako Bejto
- 1978: I treti jako Selman
- 1978: Gjeneral Gramafoni jako Vejzi
- 1979: Mysafiri jako kierowca
- 1980: Intendenti jako kucharz
- 1980: Vëllezër dhe shokë jako Prifti
- 1981: Agimet e stinës së madhe jako nauczyciel muzyki
- 1984: Gjurma ne debore jako lekarz
- 1988: Tre vetë kapërcejnë malin jako Ropi
- 1989: Kthimi i ushtrisë së vdekur jako Vaso Guri
- 1990: Kronika e nje nate
- 2008: Watch! jako ojciec